# Narrowcasting
Se conoce con el término narrowcasting (retransmisión selectiva) (por oposición a broadcasting (retransmisión) a la posibilidad de trasmisión de publicidad o información hacia segmentos diferenciados por valores, preferencias o atributos demográficos.
El narrowcasting ha permitido huir del concepto de audiencias masivas. Una de las soluciones actuales dentro de las posibilidades adaptativas del narrowcasting consiste en la instalación de redes informáticas con ordenadores conectados a monitores o displays que reciben nuevos contenidos publicitarios o informativos cuando se desea su actualización.
Es una denominación que se engloba dentro de un nuevo sector emergente que se denomina señalización digital.

## Aplicación comercial
Los expertos de marketing se han interesado por los medios de retransmisión restringida como una herramienta de publicidad. Su acceso al contenido implica a la audiencia potencialmente consumidora de una información más concreta a sus intereses. Mediante la identificación de datos demográficos las empresas pueden orientar sus anuncios al mercado que mejor se le adapte..

## En Internet
Internet utiliza una retransmisión y un modelo restringido. Todo el mundo puede tener acceso a Internet y ver sitios web, por lo tanto son un medio de difusión pero los sitios web que requieren un registro antes de ver el contenido se basan en un modelo de retransmisión restringida. La retransmisión limitada también se aplica en el podcasting ya que la audiencia de este suele ser específica.

## Interactivo
Un nuevo tipo de retransmisión restringida está evolucionando en forma de retransmisión selectiva interactiva. El narrowcasting interactivo permite a los usuarios influir en el contenido que muestra la retransmisión restringida. Estos sistemas permiten a las marcas comunicarse con sus clientes. La ventaja de estos proyectos es que son más eficaces y baratos.
- Datos: Q771175
- Multimedia: Narrowcasting / Q771175